# 訃報 1989年4月
訃報 1989年4月（ふほう 1989ねん4がつ）では、1989年（平成元年）4月中に物故した、又は物故が報じられた人物についてまとめる。

## （1日 - 15日）

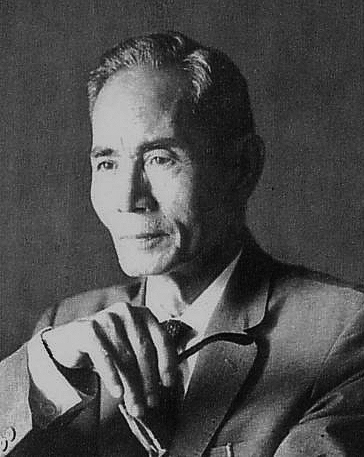
松岡政保／4月7日没

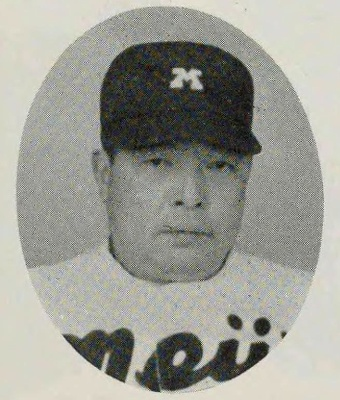
島岡吉郎／4月11日没

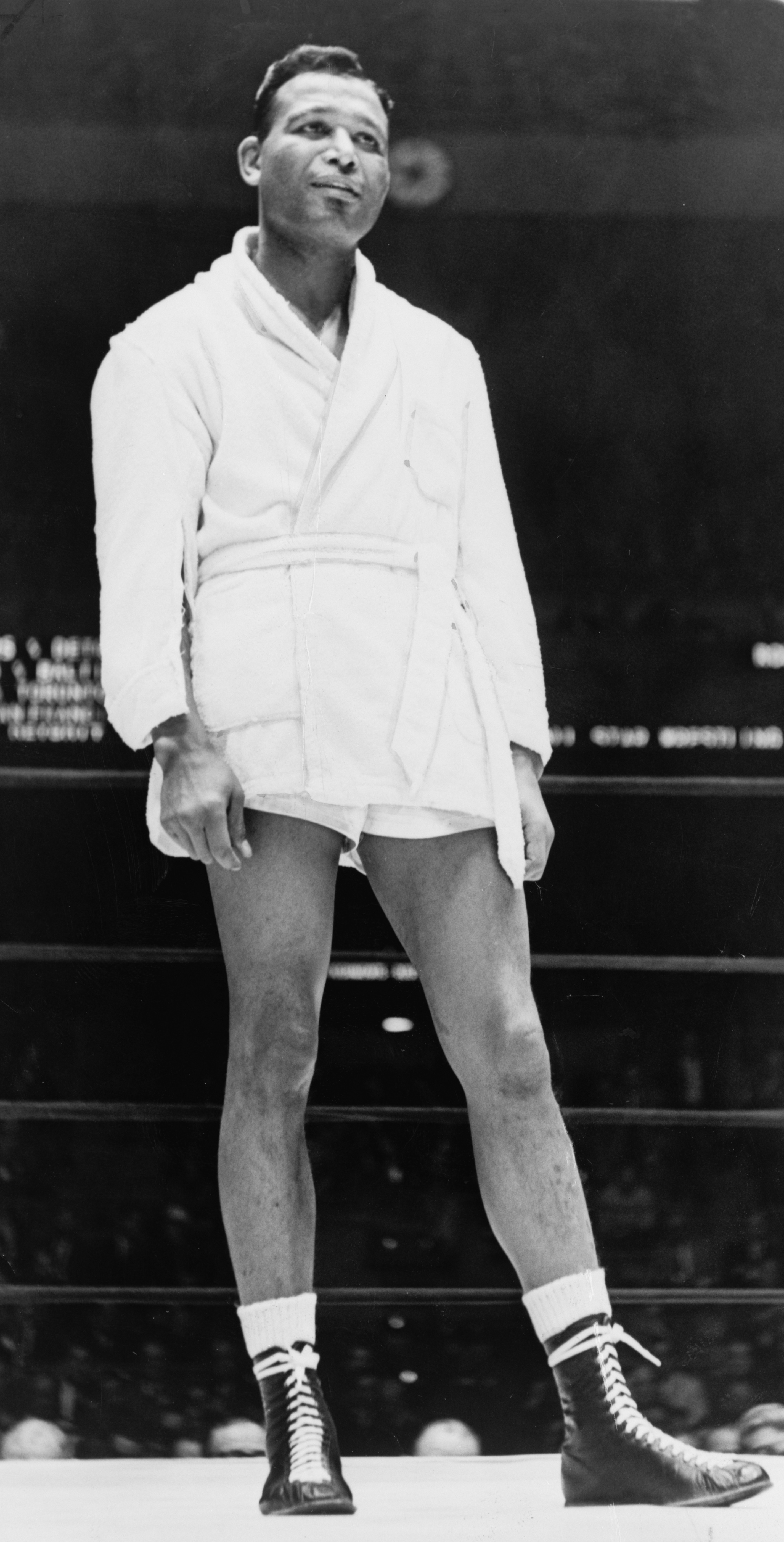
シュガー・レイ・ロビンソン／4月12日没

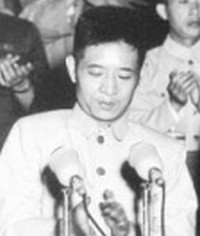
胡耀邦／4月15日没

- 4月7日 - 松岡政保 - 政治家・実業家（* 1897年）
- 4月10日 - 色川武大（阿佐田哲也）、小説家（* 1929年）
- 4月11日 - 島岡吉郎、アマチュア野球指導者（* 1911年）
- 4月12日 - シュガー・レイ・ロビンソン、プロボクサー（* 1921年）
- 4月13日 - 西堀栄三郎、無機化学者・登山家（* 1903年）
- 4月13日 - 篠田一士、文芸評論家（* 1927年）
- 4月15日 - 胡耀邦、元中国共産党総書記（* 1915年）

## （16日 - 30日）

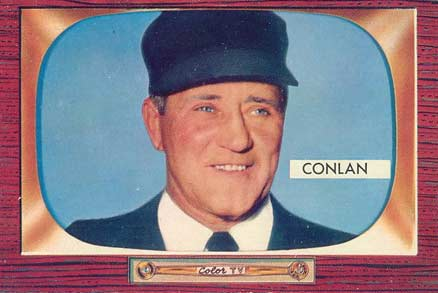
ジョッコ・コンラン／4月16日没

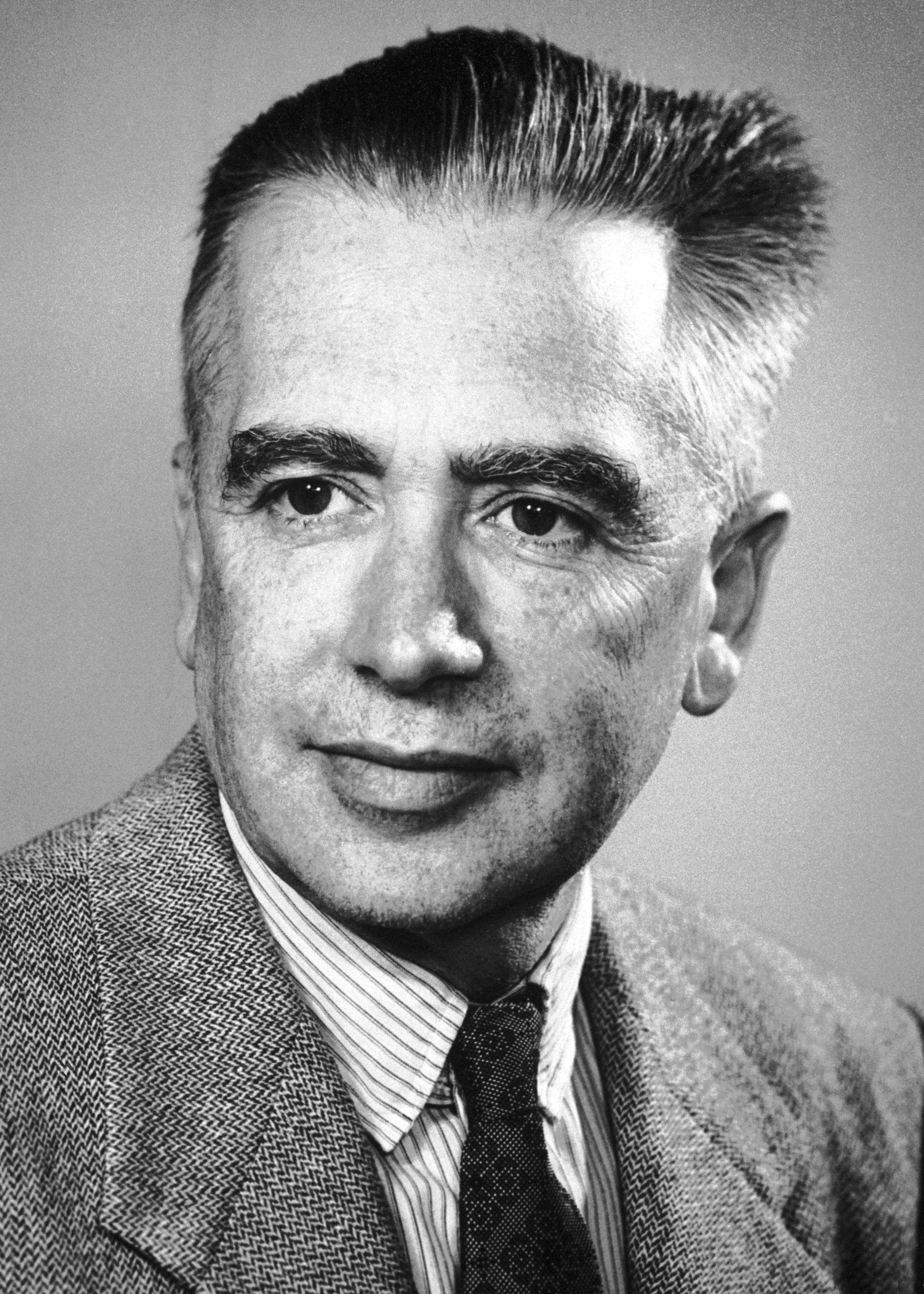
エミリオ・セグレ／4月22日没

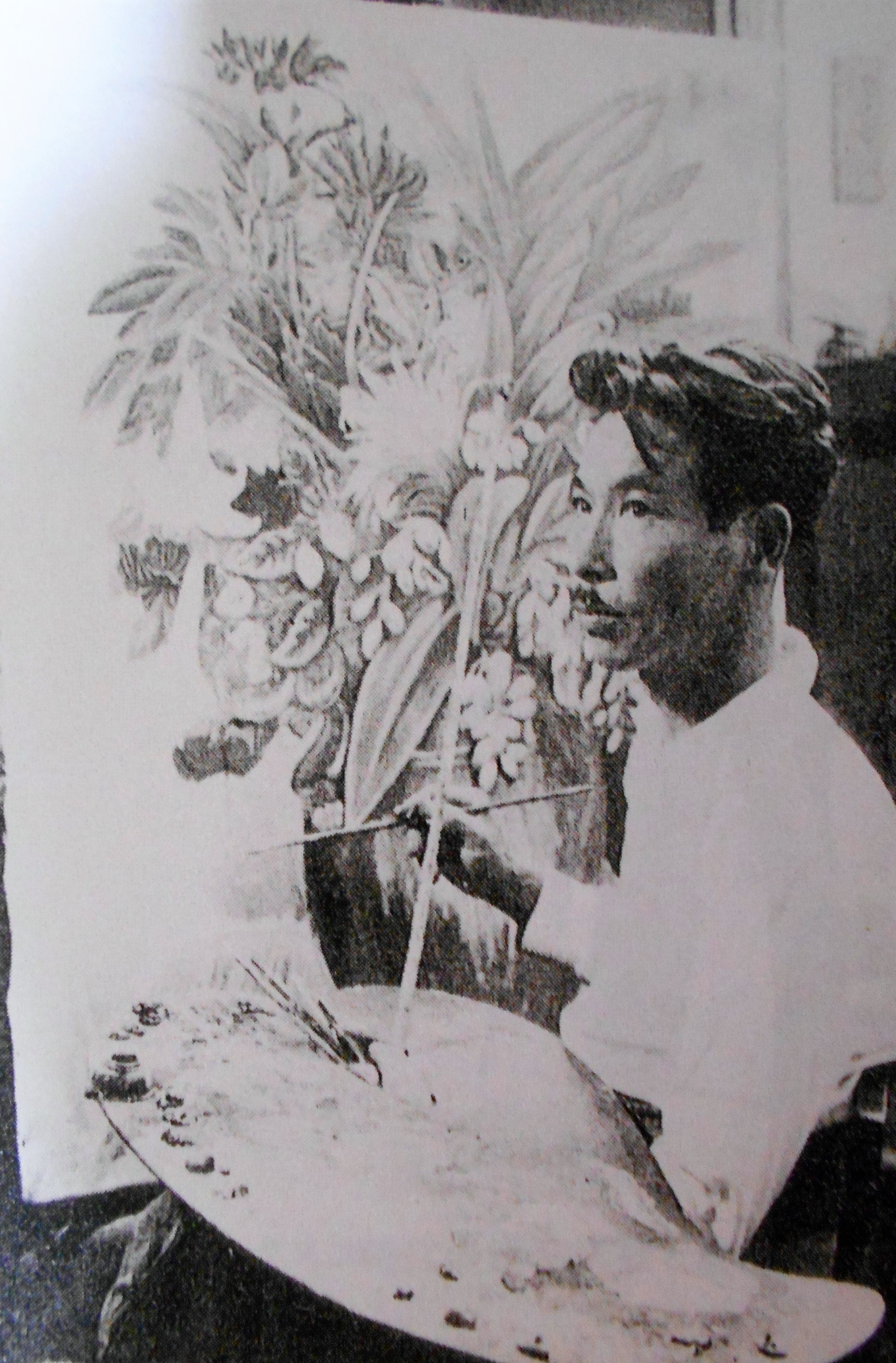
北川民次／4月26日没

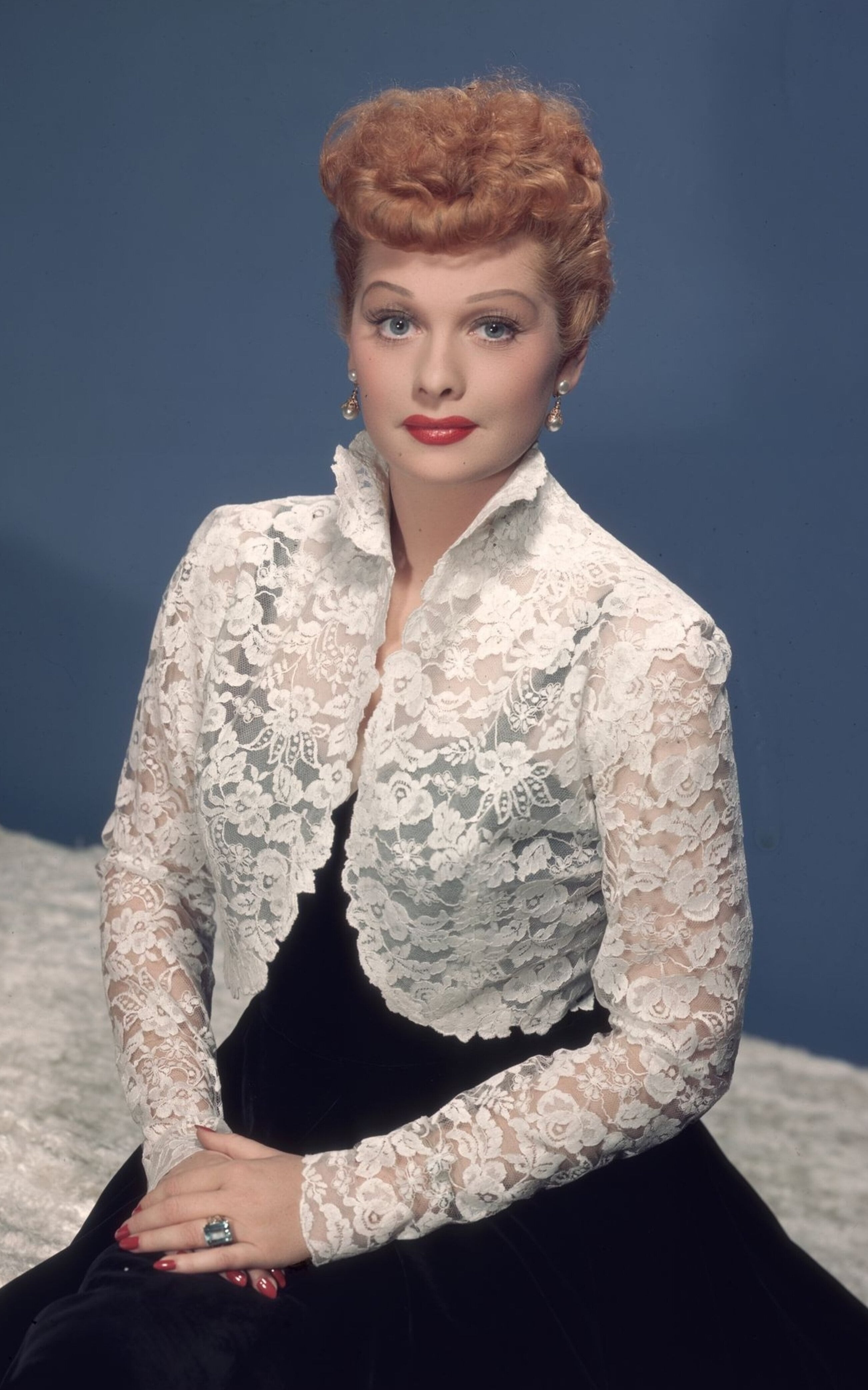
ルシル・ボール／4月26日没

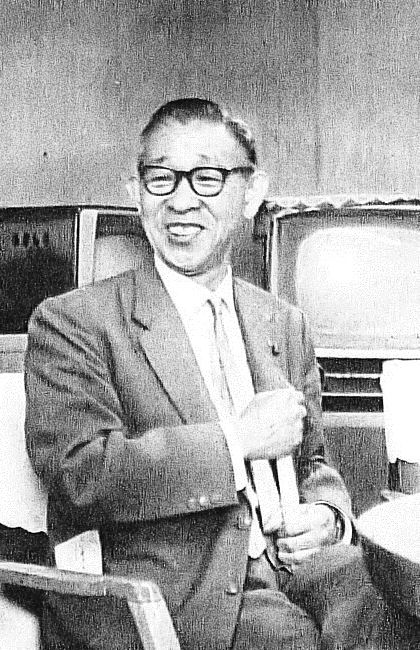
松下幸之助／4月27日没

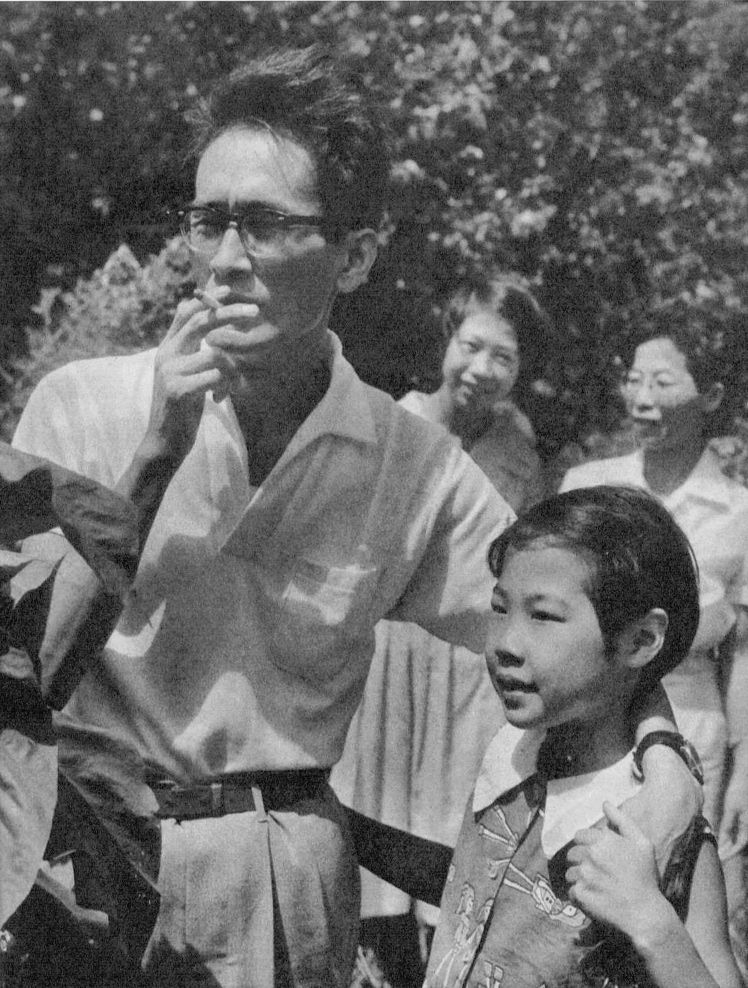
斯波四郎／4月29日没

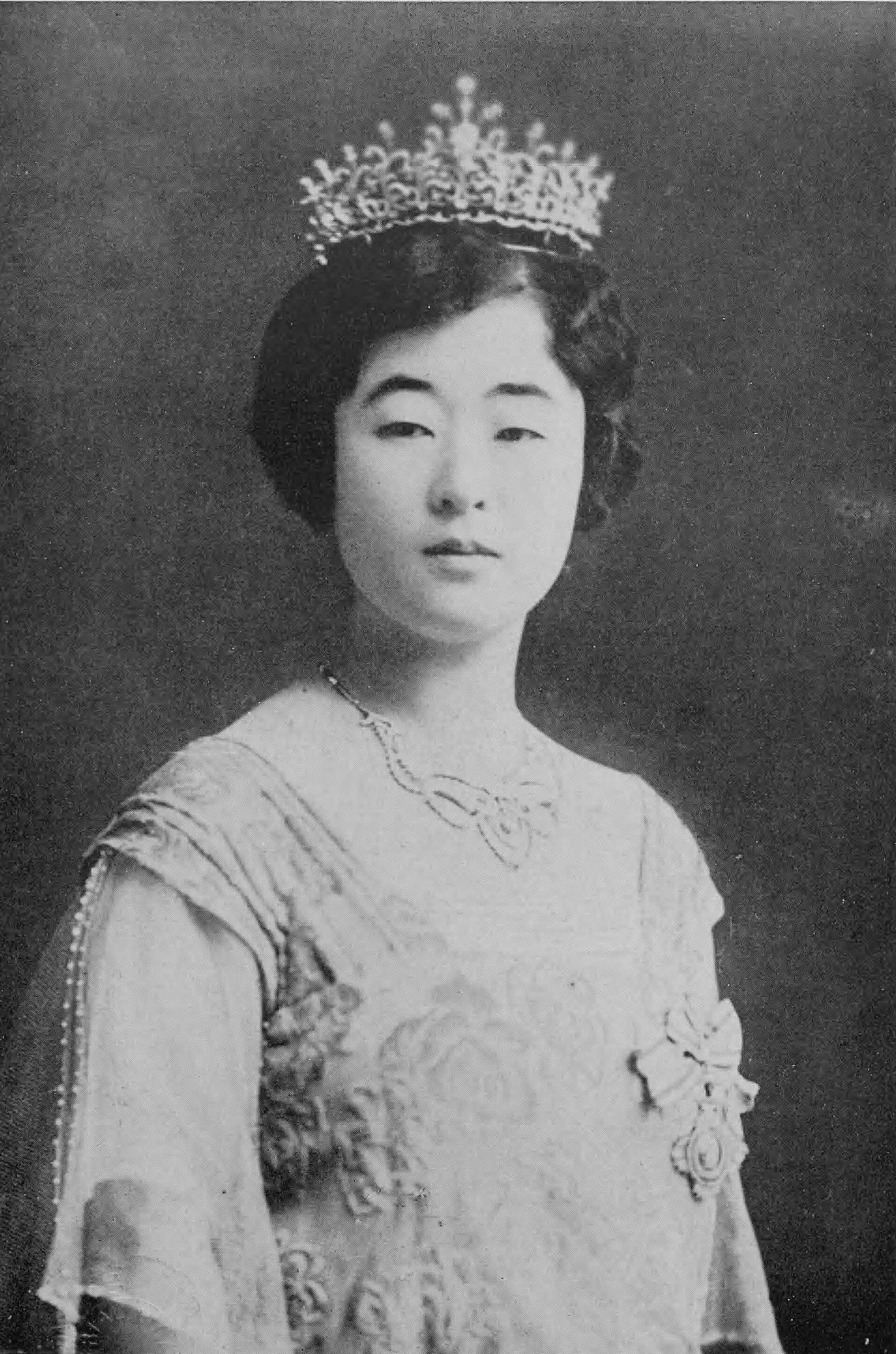
李方子／4月30日没

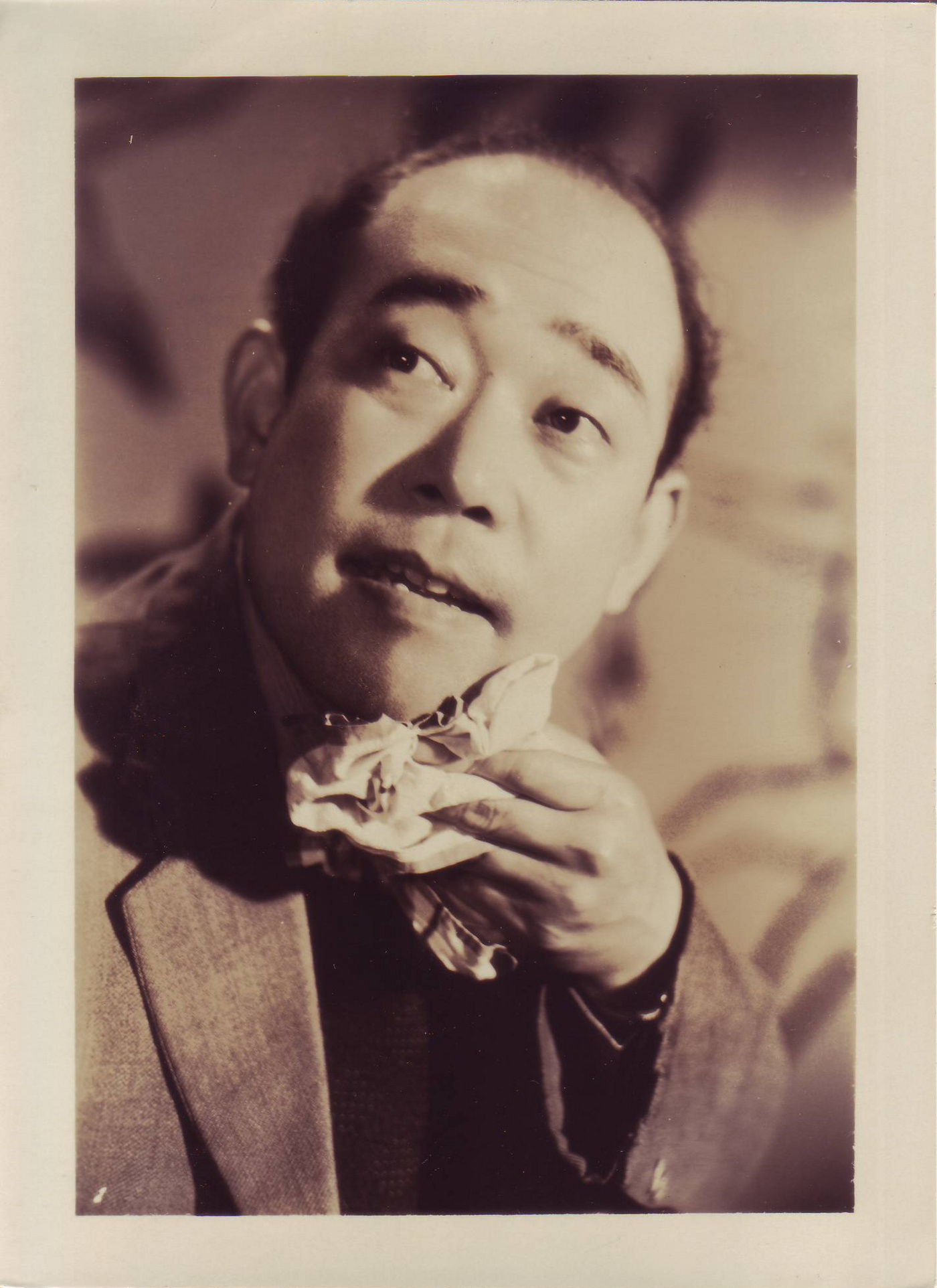
殿山泰司／4月30日没

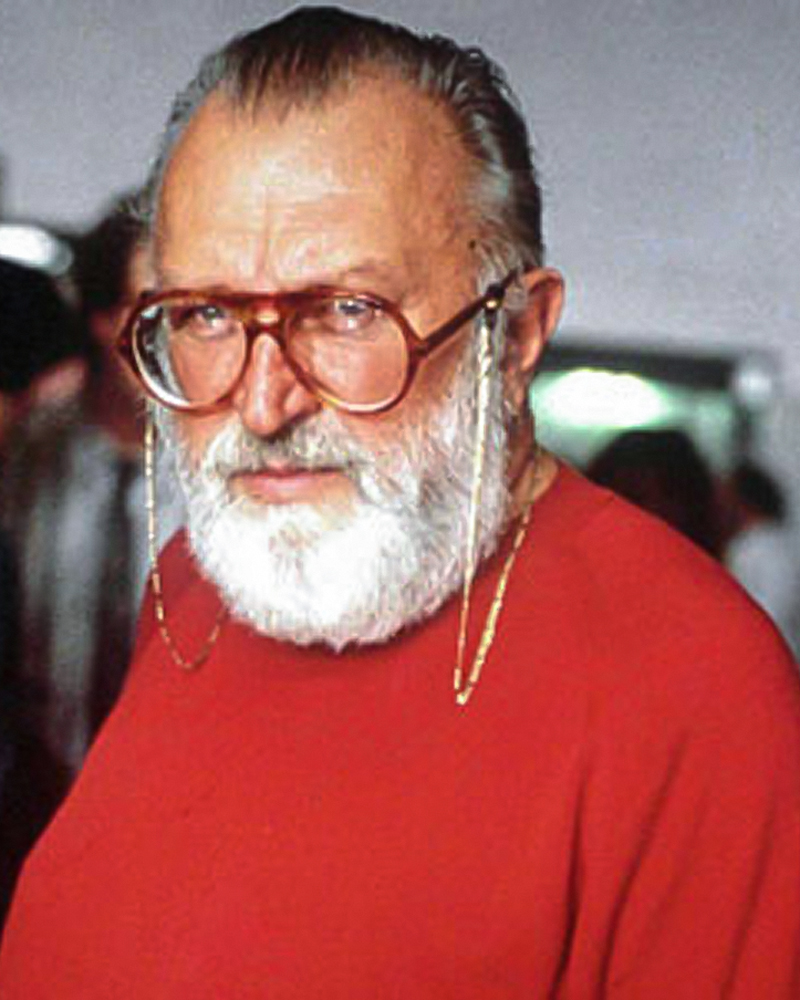
セルジオ・レオーネ／4月30日没

- 4月16日 - ジョッコ・コンラン、メジャーリーグ審判（* 1899年）
- 4月16日 - 石川馨、化学工学者、武蔵工業大学（現東京都市大学）学長（* 1915年）
- 4月22日 - エミリオ・セグレ、物理学者（* 1905年）
- 4月24日 - クライド・ジェロニミ、アニメーター・アニメーション監督（* 1901年）
- 4月24日 - 槇田久生、実業家（* 1909年）
- 4月24日 - 金指正三、歴史家（* 1914年）
- 4月25日 - 辻佳紀、元プロ野球選手（* 1940年）
- 4月26日 - 北川民次、洋画家（* 1894年）
- 4月26日 - ルシル・ボール、女優（* 1911年）
- 4月26日 - 青木伊平、政治家秘書（* 1930年）
- 4月27日 - 松下幸之助、実業家・松下電器創業者（* 1894年）
- 4月29日 - 斯波四郎、作家（* 1910年）
- 4月29日 - 田辺信一、作曲家・編曲家（* 1937年）
- 4月30日 - 李方子、元大韓帝国皇太子李垠妃（* 1901年）
- 4月30日 - 殿山泰司、俳優（* 1915年）
- 4月30日 - セルジオ・レオーネ、映画監督（* 1929年）